# Sinan Kaloğlu
Sinan Kaloğlu est un footballeur turc, né le 10 juin 1981 à Ovacık en Turquie.

## Palmarès
Altay İzmir
- 1.Lig (D2)
  - Champion (1) : 2002

## Carrière d'entraîneur
- mars 2022-fév. 2023 :  Altay SK
- avr. 2023-juin 2024 :  Gençlerbirliği SK
- oct. 2024-jan. 2025 :  Kayserispor